# Antiphytum humilis
Antiphytum humilis är en strävbladig växtart som först beskrevs av August Brand, och fick sitt nu gällande namn av R. Govaerts. Antiphytum humilis ingår i släktet Antiphytum och familjen strävbladiga växter. Inga underarter finns listade i Catalogue of Life.